# Ned Kelly

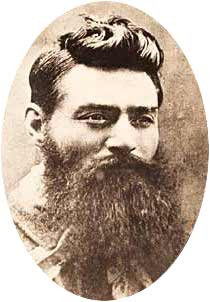
Ned Kelly op de dag voor zijn executie

Edward "Ned" Kelly (Beveridge, december 1854 – Melbourne, 11 november 1880) was de bekendste bushranger van Australië en voor velen een volksheld vanwege zijn strijd tegen de koloniale autoriteiten.

## Levensloop

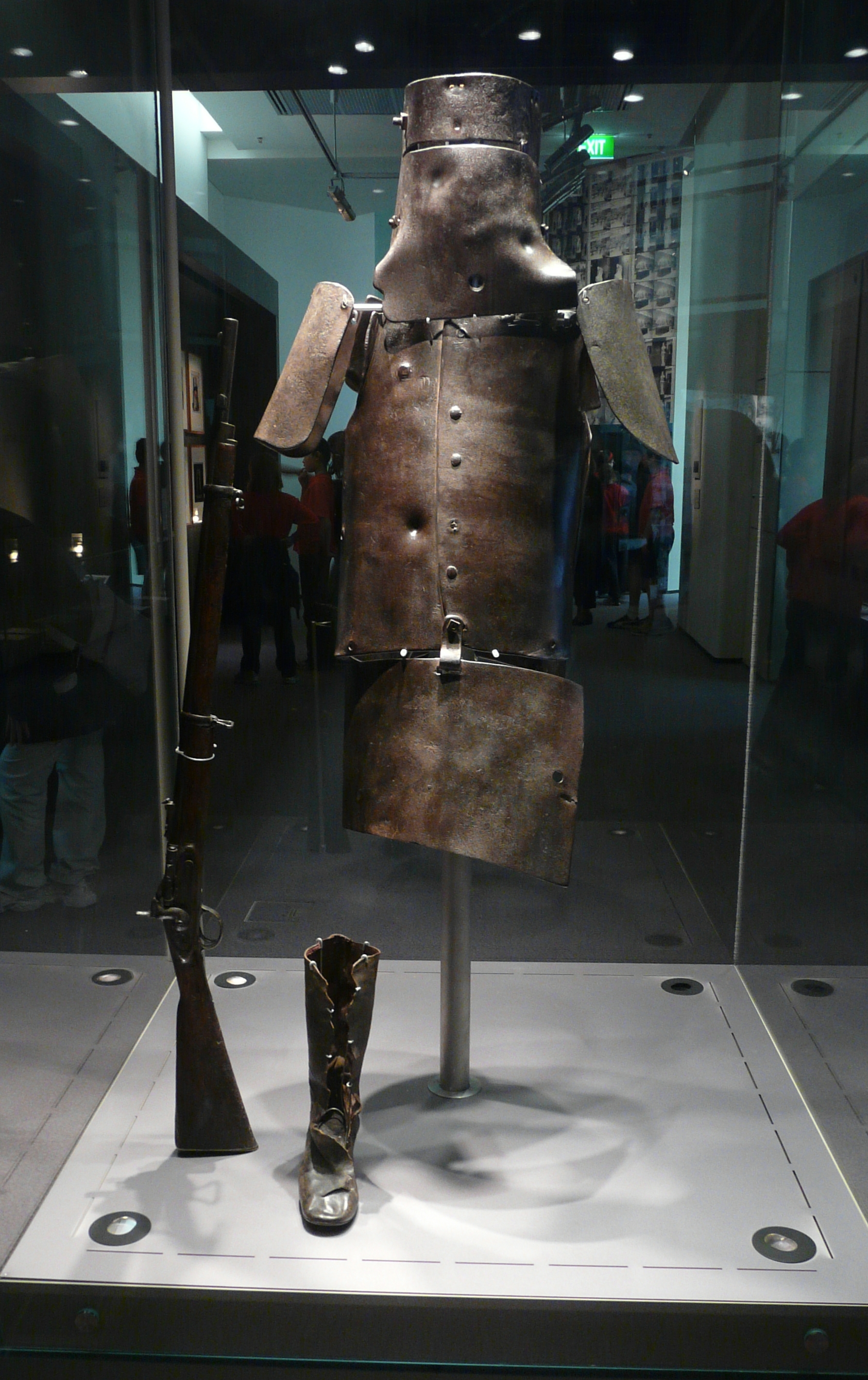
Het plaatijzeren harnas van Ned Kelly met de inslagen van kogels
Staatsbibliotheek van Victoria

Ned Kelly was de zoon van een Ierse veroordeelde die naar Victoria was gestuurd. Als jongeman had Ned Kelly conflicten met de lokale politie. Na de moord op drie politieagenten werden hij en enkele vrienden vogelvrij verklaard. Uiteindelijk werd de bende van Ned Kelly bij Glenrowan in het nauw gedreven en een vuurgevecht volgde. Gehuld in zelfgemaakte plaatijzeren harnassen en helmen probeerde de bende zich te verdedigen, maar uiteindelijk zonder succes. Ned Kelly werd op 28 juni opgepakt en opgesloten in de gevangenis van Melbourne. Daar werd Kelly berecht voor meervoudige moord en uiteindelijk op 11 november 1880 geëxecuteerd door middel van ophanging. Kelly werd hierna overgebracht naar het mortuarium, waar tijdens de autopsie zijn hoofd van zijn lichaam gescheiden werd. Van het hoofd werden meerdere dodenmaskers gemaakt, waarvan er in de gevangenis nog één te zien is. Na zijn dood kwam Kelly's lijk terecht op de begraafplaats van een gevangenis, in een massagraf, maar werd het lichaam weer opgegraven in 1929 en tezamen met de restanten van 32 andere gevangenen begraven op de begraafplaats van een andere gevangenis in Melbourne, de Prison Pentridge.
In 2009 heeft men het stoffelijk overschot van Ned Kelly opgegraven uit een massagraf in Australië, vlak bij de Pentridge gevangenis. De identificatie heeft plaatsgevonden door middel van een DNA-onderzoek met een nazaat van Kelly's zus. In 2013 is hij officieel herbegraven op een begraafplaats in Greta. De lichamelijke resten zijn in een kist begraven in de buurt van het graf van zijn moeder Ellen. Ook zijn broer Dan en bendelid Steve Hart liggen er begraven.

## Films en boeken
Er zijn verschillende films verschenen over Ned Kelly, waaronder Ned Kelly, een film uit 1970 met Rolling Stones-zanger Mick Jagger in de rol van Ned Kelly en Ned Kelly uit 2003 van Universal Pictures, met hoofdrollen voor Heath Ledger, Orlando Bloom en Geoffrey Rush.
De Australische auteur Peter Carey schreef in 2000 een boek over Ned Kelly, True History of the Kelly Gang en won daarmee de Booker Prize en de Commonwealth Writers Prize.